# Mark Strandgaard
Mark Strandgaard Marcher (født 18. maj 1987) er en tidligere dansk håndboldspiller, som i Danmark sidst spillede for Aalborg Håndbold. I Aalborg vandt han blandt andet 3 danske mesterskaber(19,20&21) og fik sølv i EHF CL efter nederlag til FC. Barcelona. Han kom til klubben i 2018 og stoppede i 2021. Senest har han haft genoptaget som karriere hos Frisch aug Göppingen, som han hjalp igennem de afsluttende kampe i Bundesligaen. Han har tidligere optrådt for GOG, Nordsjælland Håndbold og Team Sydhavsøerne.
Han er kæreste med den tidligere håndboldspiller Katja Marcher.